# کاندیس پاتو
میشل پائولین پاتو، معروف به کاندیس پاتو زاده ۲۶ مارس ۱۹۴۷ در هاورسکرک، هنرمند فرانسوی و همسر روبر حسین است که در ۲۸ ژوئن ۱۹۷۶ در رنس با او ازدواج کرد. آنها پسری به نام ژولین دارند. از فیلم‌های او می‌توان به بینوایان اشاره کرد.